# Tommy Limby
Tommy Limby, född 5 september 1947 i Gåxsjö församling, död 13 januari 2008 i Orsa, var en svensk längdskidåkare.
Limby placerade sig som bäst tvåa 1973 och trea i Vasaloppet 1976 och 1977. Vid världsmästerskapen i nordisk skidsport 1978 i Lahtis ingick han i Sveriges segrande lag i herrstafetten. 1974 blev han också svensk stafettmästare, då han ingick i Orsa IF:s segrande lag.
År 1976 deltog han vid olympiska vinterspelen i Innsbruck där han kom på en åttondeplats på distansen 50 kilometer, en femtondeplats på 30 kilometer och på 23:e plats på 15 kilometer. han tävlade för Edsbyns SK 1973 och därefter för Orsa IF.

### Fotnoter
1. ↑  ”Tommy Limby död”. Svenska dagbladet. 14 januari 2008. http://www.svd.se/sport/tommy-limby-dod_772859.svd. Läst 12 september 2011.
2. ↑  ”Svenska mästare genom tiderna”. Svenska skidförbundet. Arkiverad från originalet den 9 mars 2015. https://web.archive.org/web/20150309083750/http://www.skidor.com/Foljoss/Historikochstatistik/Svenskamastare/Langdherrar/. Läst 29 november 2013.